# Celtian
Celtian es una banda de folk metal de España fundada en el año 2017 por el flautista Diego Palacio, y lidereada en la voz por la cantante Xana Lavey. Su sonido cuenta con una fuerte inspiración de bandas que mezclan el heavy metal con música folclórica europea como Mägo de Oz, Saurom, Eluveitie, entre otras.

## Historia

### Inicios
El flautista Diego Malagás Palacio, más conocido como Diego Palacio, comenzó haciendo videos para la plataforma de YouTube tocando covers de canciones populares de rock y música celta con flauta travesera en su canal "Diego Gaia". Además de haber participado en varios concursos de ejecución de Flauta.
En 2015 hace junto con unos amigos una banda de folk death metal llamada "Yuggoth", del cual únicamente grabaron un EP.
A finales del año Diego es llamado por Josema Pizarro, flautista de la agrupación de Folk metal Mägo de Oz, para sustituirlo en sus presentaciones en vivo con la banda, ya que Josema acababa de ser contratado por el Cirque du Soleil y no podría atender muchas de los eventos en vivo que tenía con Mägo de Oz. Siendo Diego Palacio tan joven (con solo 19 años) asombró a los miembros de la banda con su destreza para ejecutar el instrumento.
En 2016 Diego decide comenzar a hacerse de renombre por sí mismo y lanza un álbum en solitario de música celta irlandesa titulado "Jigs & Reels". Aunque el álbum no tuvo gran repercusión.
En el año 2017, Diego decide comenzar un proyecto de banda y formó una alineación que contó con los músicos Guillermo Soloaga en el bajo, Guille Manzanares en la batería, Alberto Clemente en la guitarra, y Gonzalo Gómez “Gono” en el violín. Por sugerencia de Txus di Fellatio (baterista y fundador de Mägo de Oz), deciden llamar a la agrupación “Celtian”, como el tema instrumental del disco Hechizos, pócimas y brujería de Mägo de Oz.
El 1 de marzo de 2018 sale a luz el primer álbum de Celtian: “The Druid's Awaiting”, producido por Rock-CD Records, siendo el álbum una obra completamente instrumental, basado en la música tradicional de Irlanda con base de metal. En ese mismo año, Celtian participa en el disco tributo a Mägo de Oz, ¡Stay Oz! (Hasta que el cuerpo aguante) con un medley instrumental titulado "Folk'n'Oz".

### Nueva alineación
A finales de 2018, Palacio decide reconducir el rumbo del grupo. Con la ayuda de Txus di Fellatio como productor, con quien hizo amistad durante sus giras con Mägo de Oz.
Diego decide hacer cambios en la formación de la banda además de firmar contrato con la discográfica Maldito Records. Para esta nueva alineación decide juntarse con la cantante Raquel Eugenio, más conocida como "Xana Lavey".
Raquel ya era popular por su canal de YouTube donde cantaba covers de bandas de rock y metal, y por haber participado en la versión española del famoso programa de televisión La Voz en 2015. Diego también llama a incorporarse a su excompañero de la banda "Yuggoth", Txus Borao, para que tome el puesto de violinista.
La nueva alineación del grupo contaba con Diego Palacio como flauta, Xana Lavey como voz, David Landeroin en la batería, Javi Aiur en el bajo, Javi Javat en la guitarra, y Txus Borao en el violín. Con esta nueva alineación liberan el 23 de mayo de 2019 el sencillo "Tu Hechizo", y el 11 de junio del mismo año su segundo sencillo "Niamh", ambas canciones siendo temas con letras en español, dejando clara la intención del nuevo giro de la banda, ya que su primer álbum que tenía un título en inglés.

### Segundo álbum de estudio
El 21 de junio de 2019 la agrupación lanza su segundo álbum: “En Tierra de Hadas” que le da una nueva esencia a la banda, y que contó con varios músicos invitados, como Manuel Seoane, Patricia Tapia y Javi Díez de Mägo de Oz; Michalina Malisz de Eluveitie; Rubén Kelsen, Adriän del Sol, Álex García y Sergio García de Debler Eternia; y Daniel Fuentes de Lèpoka. El álbum fue grabado y mezclado en los Estudios Cube, en Madrid, con Alberto Seara "Flor" como ingeniero de sonido, quien ya había trabajado en otras ocasiones con Mägo de Oz.
Mientras la banda estaba de gira, la alineación vuelve a sufrir cambios. El guitarrista Javi Javat deja la banda, y más tarde el bajista Javi Aiur también deja la agrupación haciendo que Celtian contrate de manera temporal para sus eventos en vivo a Sergio Culebras, guitarrista del grupo Against Myself, y a Carlos Morcüende como bajista. Con esta nueva alineación logran realizar 2 conciertos antes de que la gira se viera interrumpida por las restricciones de la pandemia de COVID-19. Durante este tiempo la agrupación se dedicó a la preproducción de su siguiente disco. Una vez terminado el confinamiento la banda ofreció un concierto en streaming que se retransmitió en todo el mundo.
En junio de 2020 la banda anuncia que Sergio Culebras será guitarrista de planta. Aunque en el mismo año el bajista Carlos Morcüende deja la banda por fuertes diferencias personales, tras lo cual la banda contrata a Raúl Plaza como nuevo bajista.

### Tercer álbum de estudio
Con esta nueva formación, en noviembre de 2020 comienzan a grabar su nuevo material. Es hasta el 29 de abril de 2021 que liberan el sencillo "Magia de Luna", y el 10 de junio del mismo año lanzan el segundo sencillo "El hijo del Ayer".
El 25 de junio de 2021 sale su tercer álbum de estudio “Sendas de Leyenda”, el cual vuelve a contar con la producción de Txus di Fellatio, siendo grabado y mezclado nuevamente en los Estudios Cube. El disco cuenta con la participación de Israel Ramos, ex-cantante de Avalanch; y arreglos orquestales de Javi Díez, tecladista de Mägo de Oz.
En noviembre de 2021 Celtian colabora en el disco tributo a Saurom por sus 25 años de carrera: "Mester de Juglaría". La banda colabora en este álbum con el cover de la canción "La Hija de las Estrellas".
En abril de 2023 se hacía público que el grupo firmó un nuevo contrato con su productora, Maldito Records, para la publicación de tres álbumes nuevos.

### Secretos de amor y muerte
El 12 de diciembre de 2023 se publica la noticia del lanzamiento de su cuarto álbum de estudio, “Secretos de Amor y Muerte”, del cual publican su primer sencillo “Maleficio de sangre”. Más tarde, el 21 de febrero de 2024, estrenan el sencillo "Serena". El álbum se estrena el 5 de abril de 2024.
La banda después de esto inicia su gira más ambiciosa a la fecha con el “Secretos de Amor y Muerte Tour”, una gira que daría inicio en 2024 y acabaría en mayo 2026, y con la que planean grabar un DVD en directo con lo mejor de sus actuaciones.

## Alineación

### Miembros actuales
- Xana Lavey - Voz principal
- Diego Palacio - Flauta, Whistle, Gaita
- Txus Borao - Violín, Mandolina
- Sergio Culebras - Guitarra
- Raúl Plaza - Bajo
- David Landeroin - Batería

### Miembros anteriores
- Alberto Clemente - Guitarra
- Javi Javat - Guitarra
- Gonzalo Gómez “Gono” - Violín
- Guillermo Soloaga - Bajo
- Javi Aiur - Bajo
- Carlos Morcüende - Bajo
- Guille Manzanares - Batería

## Discografía
- The Druid’s Awaiting (2018)
- En Tierra de Hadas (2019)
- Sendas de Leyenda (2021)
- Secretos de Amor y Muerte (2024)

## Colaboraciones en otros discos
- "Folk'n'Oz" - track 9 en el disco 2 del álbum ¡¡Stay Oz!! Hasta que el Cuerpo Aguante: Tributo a Mägo de Oz (2018)
- "La Hija de las Estrellas" - track 2 en el disco 3 del álbum Mester de Juglaría (2021)

## Videografía
- Tu Hechizo (2019)
- Niamh (2019)
- El Hijo del Ayer (2021)
- Magia de Luna (2021)
- Lágrimas de Cera (2021)
- La Hija de las Estrellas (2021)
- Maleficio de Sangre (2023)
- Sueños De Cristal (2024)
- Serena (2024)